# Comostolopsis marginata
Comostolopsis marginata là một loài bướm đêm trong họ Geometridae.